# 比利時挑戰者職業聯賽
比利時挑戰者職業聯賽（Challenger Pro League，因得到贊助商冠名而又稱為Challenger Pro League），是比利时足球联赛系统的第 2 級別，亦是職業聯賽的最低級別，僅次於比利時職業聯賽。由比利時足球協會於2016創立，取代比利時足球乙級聯賽。

## 歷史
比利时甲组联赛B於2016年創立，以實施重大修訂比利時足球聯賽系統並取代比利時足球乙級聯賽，職業球隊會減少至 24 隊，當中乙組聯賽只有 8 隊。

## 賽制
每個球季會由兩個獨立的賽事組成，8 支球隊會進行雙循環對壘。兩個賽事的冠軍會再進行兩回合的附加賽，勝方可升上比利時甲組聯賽。總積分榜前三位球隊（升班隊不會參加），會聯同比利時甲組聯賽第 7–15 位球隊進行附加賽，以爭奪歐霸盃參賽資格。而餘下四支球隊，則會進行降班附加賽，最後排名最尾一隊來季需要降班至比利時足球甲級業餘聯賽角逐。

## 參賽球隊
2022–23年比利時挑戰者職業聯賽參賽隊伍共有 12 支。
- 比爾肖特
- RWDM47
- 華斯蘭比華倫
- K.M.S.K. Deinze
- Lierse Kempenzonen
- 洛默爾
- R.E. Virton
- Club NXT
- RSCA Futures
- Jong Genk
- SL16 FC

## 歷屆賽事
| 球季    | 首階段冠軍 | 次階段冠軍 | 升班附加賽勝方 | 歐霸盃附加賽球隊               | 降班           |
| ------- | ---------- | ---------- | -------------- | ------------------------------ | -------------- |
| 2016–17 | 羅斯勒     | 安特衛普   | 安特衛普       | 利亞斯、羅斯勒、聖基萊斯聯     | 洛默爾聯       |
| 2017–18 | 比爾肖特   | 布魯日舒高 | 布魯日舒高     | 比爾肖特、奧特海維利、利亞斯   | 沒有           |
| 2018–19 | 梅赫倫     | 比爾肖特   | 梅赫倫         | 比爾肖特、聖基萊斯聯、韋斯達路 | 圖比斯         |
| 2019–20 | 奧特海維利 | 比爾肖特   | 比爾肖特       | 沒有                           | 羅斯勒 和 維頓 |

## 注解
1. ↑  Although 圖比斯 finished last and would have been relegated, 利亞斯 went bankrupt and was removed as a team. As a result, Tubize remained in the Belgian First Division B while the matricule of Lierse was removed.